# 54 Водолея
54 Водолея (лат. 54 Aquarii, HD 212741) — одиночная звезда в созвездии Водолея на расстоянии приблизительно 244 световых лет (около 75 парсеков) от Солнца. Видимая звёздная величина звезды — +6,98m.

## Характеристики
54 Водолея — белый гигант или субгигант спектрального класса A3III/IV. Радиус — около 1,85 солнечного, светимость — около 8,06 солнечных. Эффективная температура — около 7424 К.